# Palaeonictinae
Palaeonictinae («стародавні ласки») — вимерла підродина плацентарних ссавців із вимерлої родини Oxyaenidae, яка жила з пізнього палеоцену до раннього еоцену Європи та Північної Америки. 